# (6922) Yasushi
(6922) Yasushi est un astéroïde de la ceinture principale.

## Description
(6922) Yasushi est un astéroïde de la ceinture principale. Il fut découvert le 27 mai 1993 à Kiyosato par Satoru Ōtomo. Il présente une orbite caractérisée par un demi-grand axe de 2,30 UA, une excentricité de 0,12 et une inclinaison de 4,8° par rapport à l'écliptique.

## Compléments